# Marco Martino Spazzio

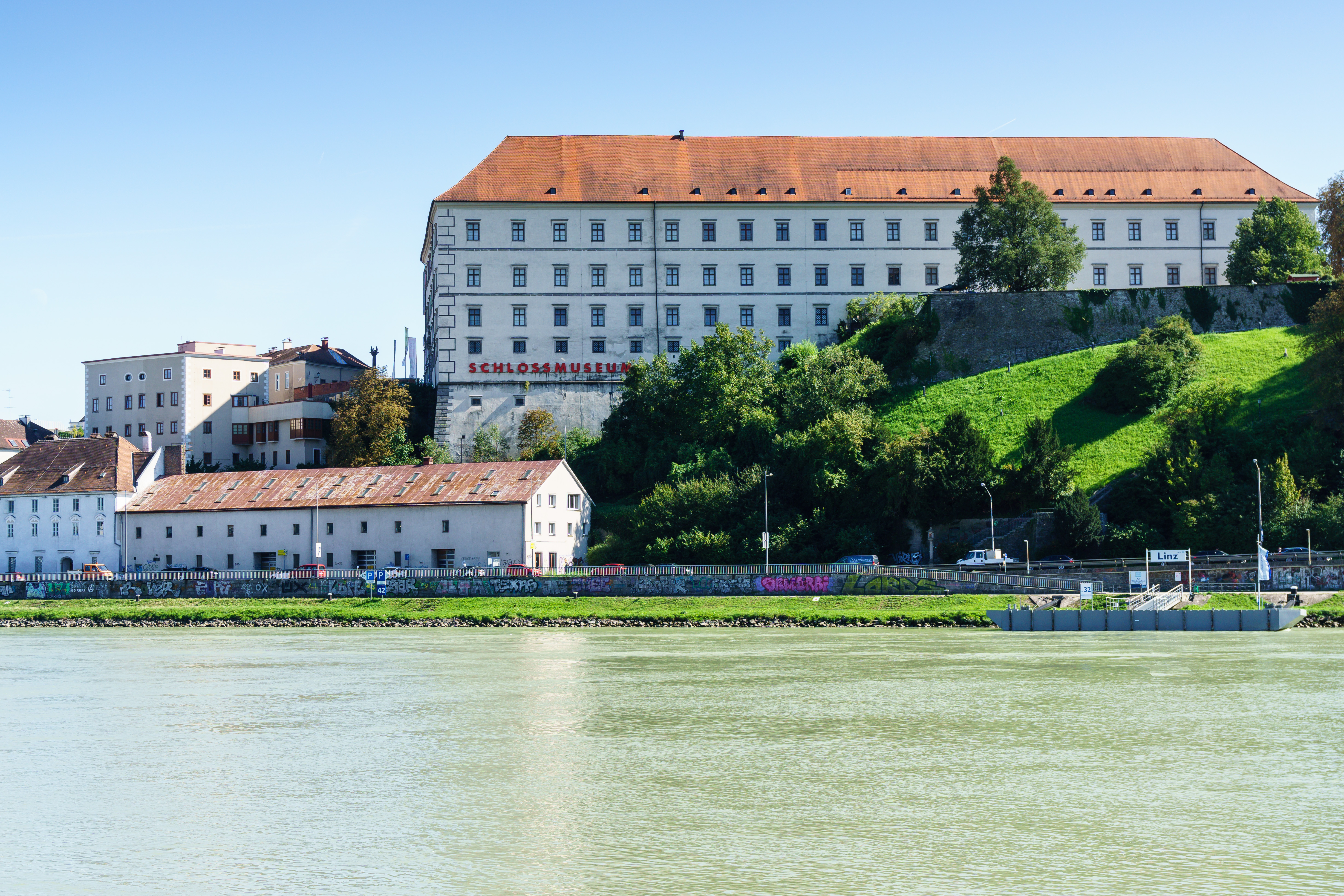
Schloss Linz

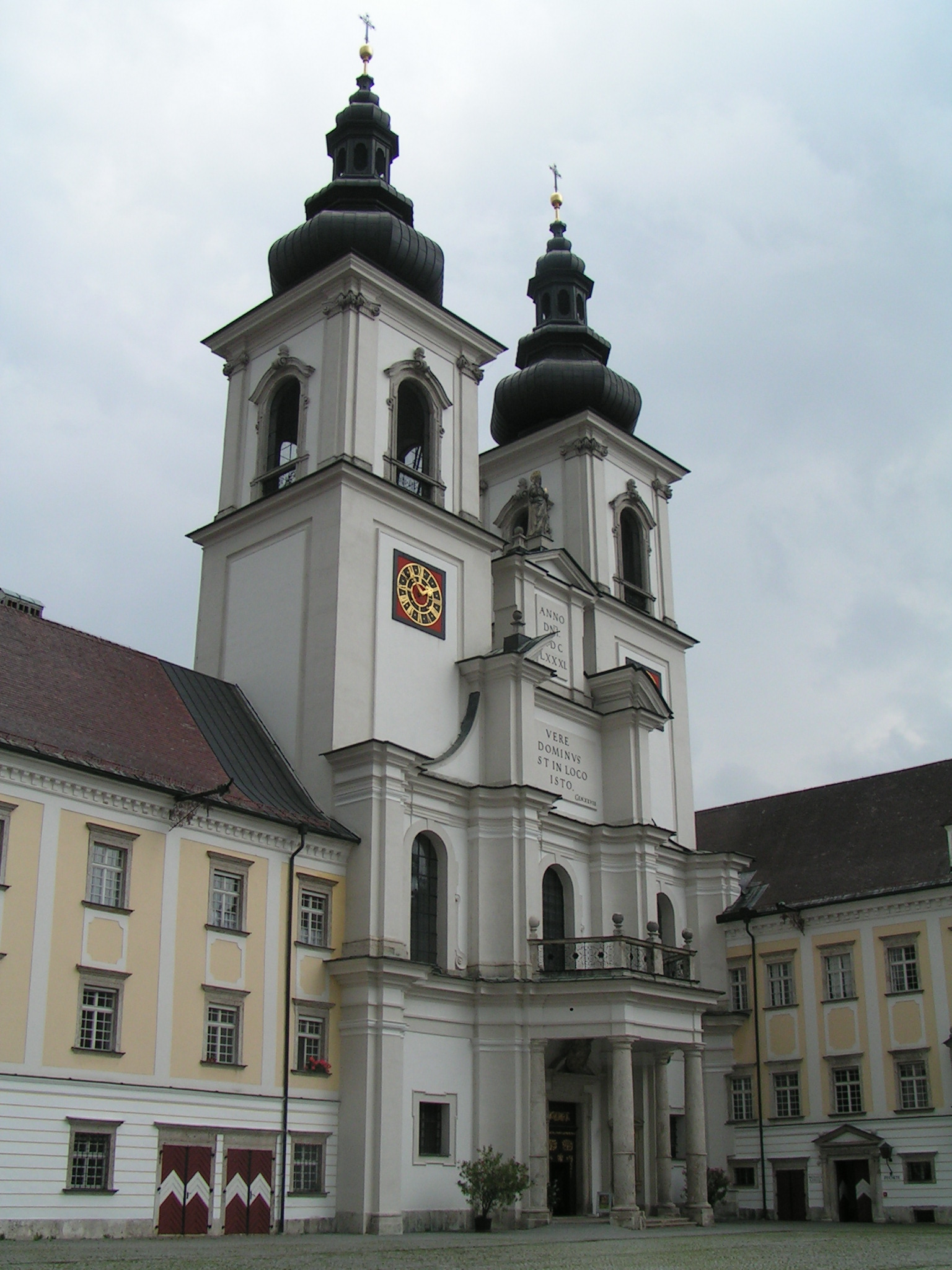
Stiftskirche Kremsmünster, Umbauarbeiten 1614–

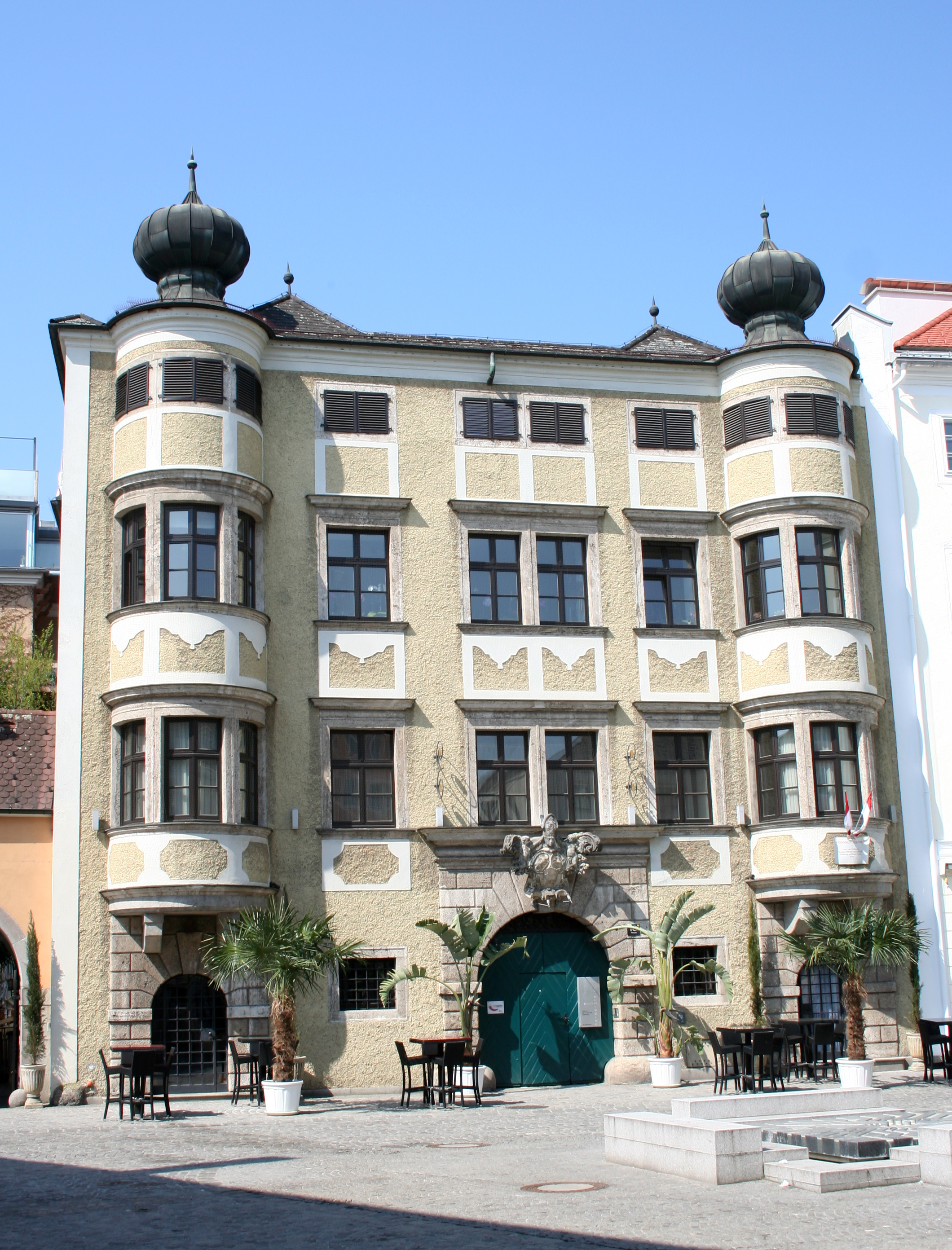
Linz Innenstadt Ehem. Kremsmünsterer Stiftshaus 1616

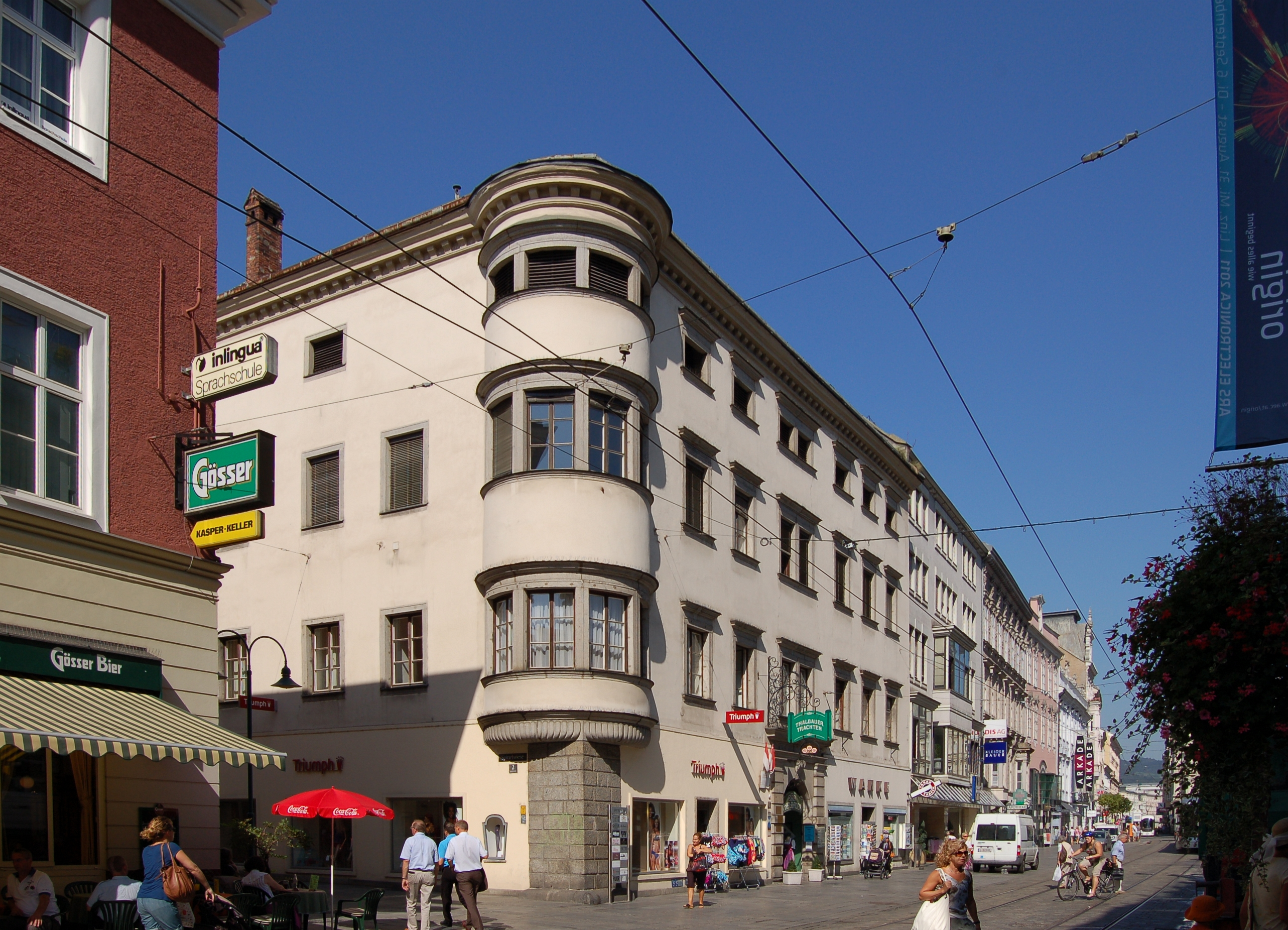
Linz Florianer Stiftshaus

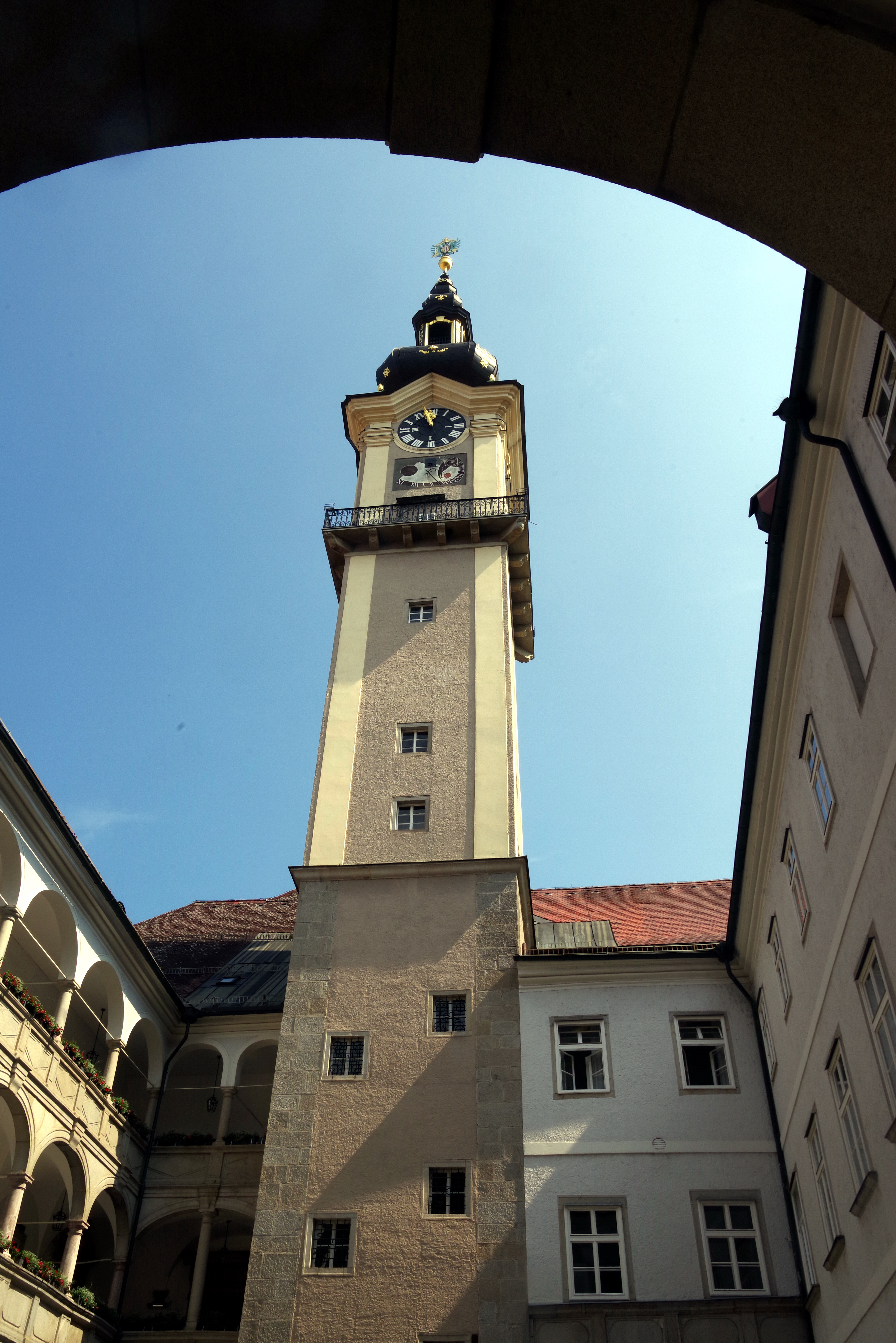
Linzer Landhausturm

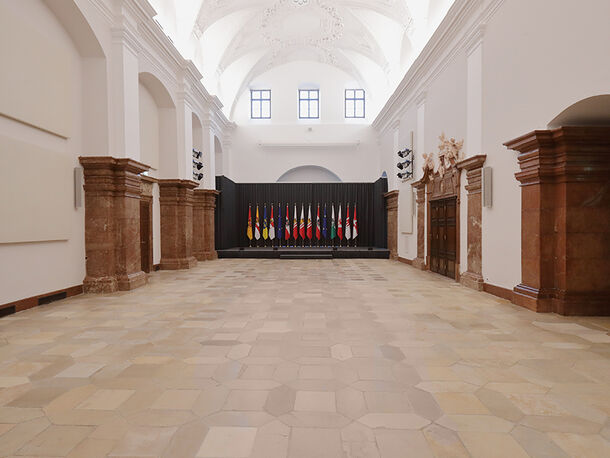
Landhaus Steinerner Saal heute, Raumerhöhung und Gewölbe 1615/16

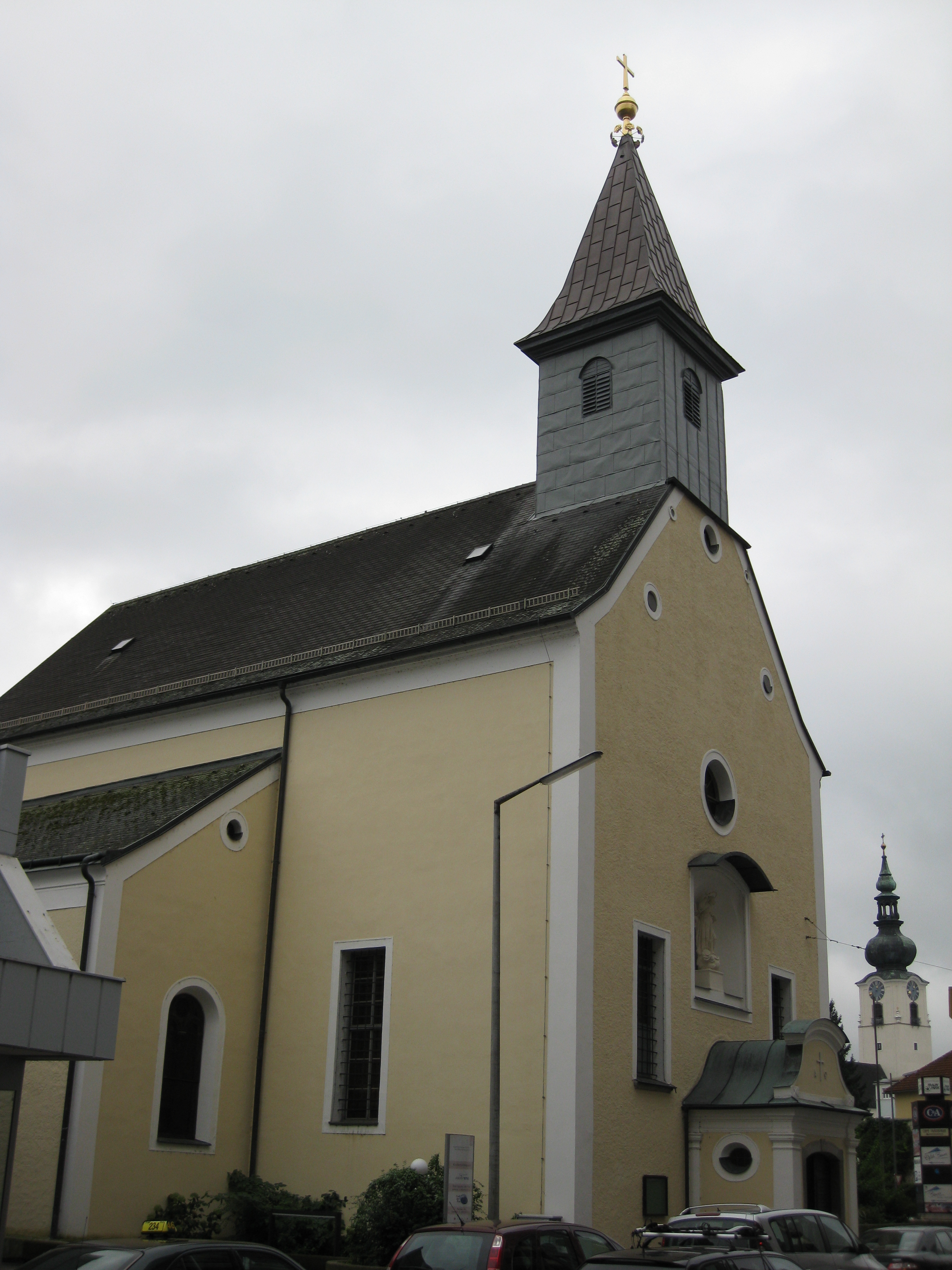
Ehem. Kapuzinerkirche Wels 1629–1631

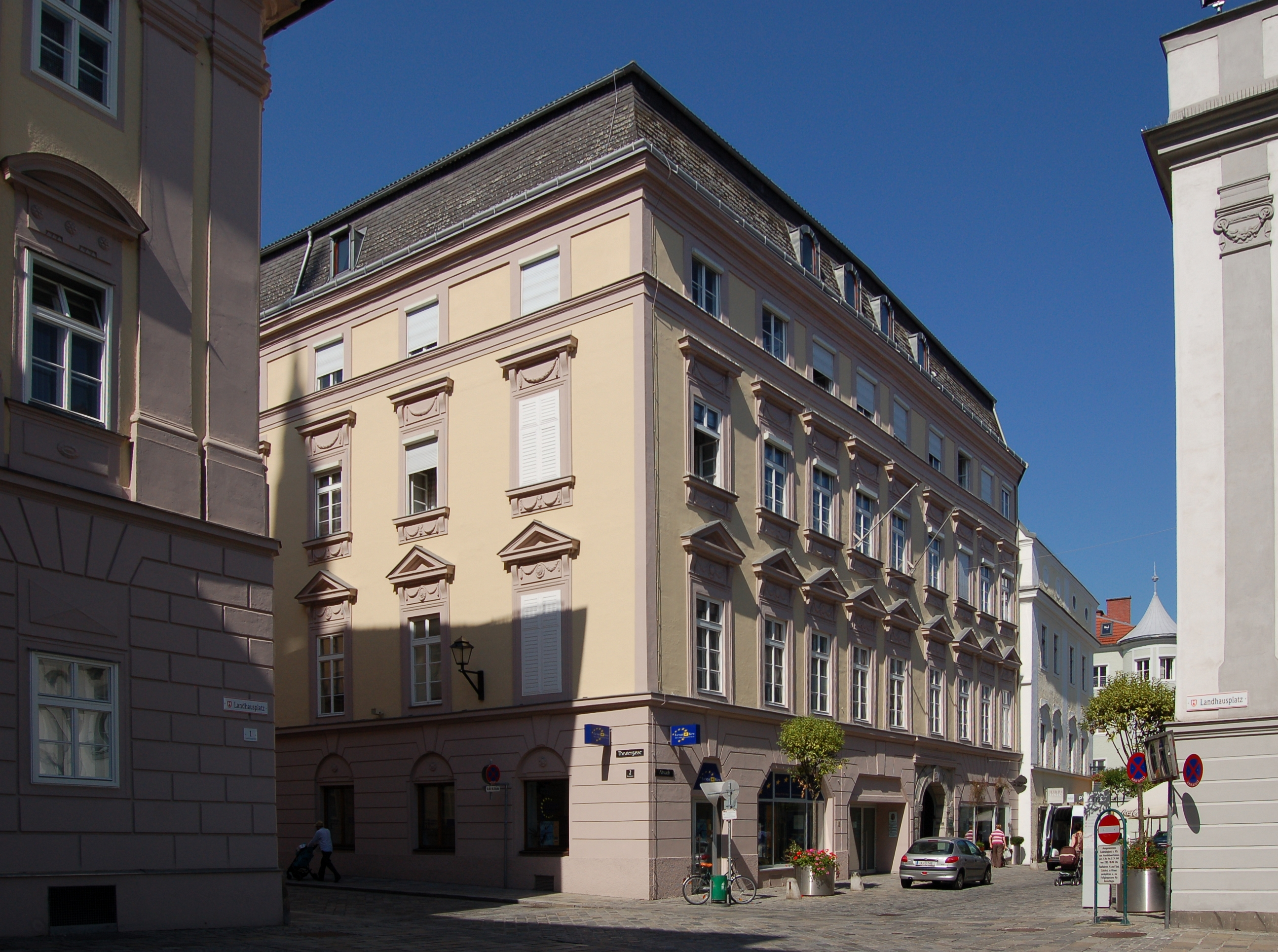
Linz ehem. Khevenhüllersches Freihaus

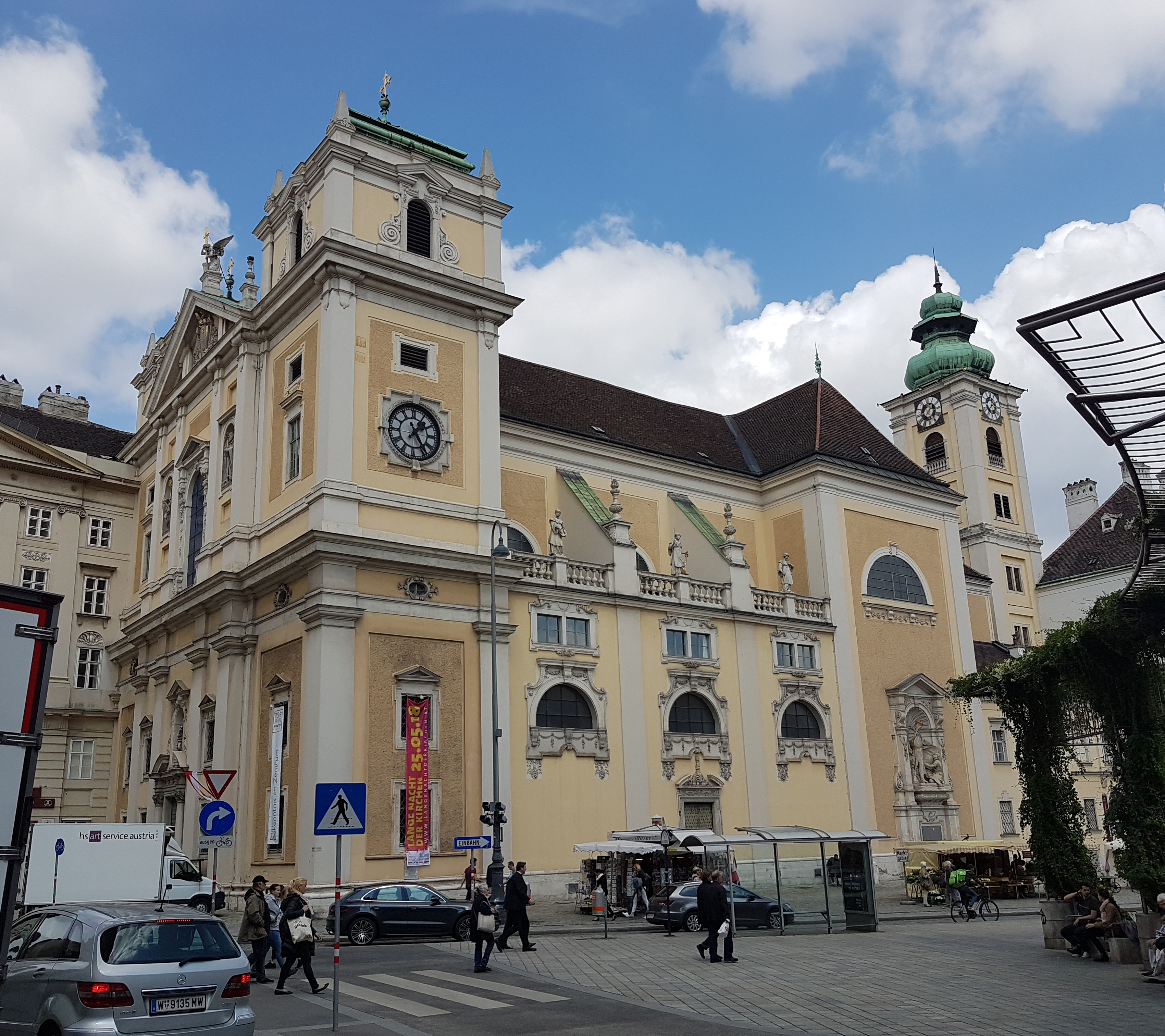
Schottenkirche in Wien

Marco Martino Spazzio (Marx Martin Spaz, Marco Spazio, * in Lanzo d’Intelvi, Lombardei; † 1644 in Wien) war ein Architekt und Hofbaumeister.

## Leben

### Familie und Ausbildung
Marco Spazio war ein Mitglied der europaweit verzweigten Künstlerfamilie Spaz/Spazzio. Sein Vater, der Baumeister Hans Spaz der Jüngere, dem nach Christoph Canevales Tod 1596 die Bauleitung des Linzer Schlosses übertragen wurde. Seit 1604 arbeitete Marco beim Vater am kaiserlichen Schloss.

## Werke (Auswahl)

### Oberösterreich

#### Linzer Schloss, Kapelle und Brunnen
1613 als „Baumeister des kaiserlichen Linzer Schlosses“ bezeichnet. Die Hofbaumeister Marc Martin Spaz und Giovanni Maria Philippi errichteten 1616 das unter Rudolf II. angefangene ‚Wallgebäude‘. Weiters einen künstlerisch gestalteten Steinbrunnen, für den 5.800 Gulden bewilligt wurden, aber 1636 beschädigt.

#### Stift Kremsmünster, Bezirk Kirchdorf
Der Vertrag von Abt Anton Wolfradt mit Baumeister Marx Martin Spaz im Jahre 1614 hat sich nicht erhalten. Er hatte die Gesambauleitung bis 1621. Es erfolgten Umbauten in der Stiftskirche Kremsmünster, wie Vergrößerung der Seitenapsiden, Stuckaturen durch Johann Baptist Spaz.

#### Martinskirche am Asperg bei Kremsmünster
Die Martinskirche wurde 1615 von Baumeister Spaz errichtet. und 1788 verkauft.

#### Kremsmünster Stiftshaus in Linz
Das Stift Kremsmünster ließ ihr Stiftshaus in der Linzer Innenstadt im Renaissancestil neu errichten. Baumeister Marc Martin Spaz gab dem Gebäude 1616 sein heutiges Aussehen, erhöhte es und brachte die Runderker mit Zwiebelhelmen an.

#### Florianer Stiftshaus in Linz
Zuschreibung: Propst Leopold vom Stift St. Florian ließ nach einem Grundstückserwerb 1615 bis 1618 ein neues Haus errichten.

#### Landhaus in Linz
Der Landhausturm wurde 1568 als Treppenturm errichtet, von Baumeister Spaz 1637 erhöht. Der Ständesaal, auch Steinerner Saal wurde 1615/16 erhöht und mit Gewölben ausgestattet.

#### Kapuzinerkloster in Wels
Baubeginn des Welser Kapuzinerklosters erfolgte 1629 mit Baumeister Markus Martin Spaz.

#### Schloss Lamberg in Steyr
Die Parkanlage von Schloss Lamberg wurde 1618 unter Aufsicht des kaiserl. Baumeisters mit einer Mauer umgeben.

#### Stadtpfarrhof in Steyr
1630 war Baubeginn des Stadtpfarrhofes in Steyr, 1631 eingestellt. 1684 bis 1687 erfolgte der Aufbau durch Baumeister Georg Aigner nach Plänen von Marc Spaz.

#### Ehem. Khevenhüllersches Freihaus in Linz
Zuschreibung: Die Familie Thürheim erwarb 1633 in der Altstadt ein Grundstück, ein Jahr später wurde ein Neubau errichtet, vermutlich von Marx Spaz.

#### Kapuzinerkirche in Gmunden
Kapuzinerkirche (Gmunden) 1636

#### Stift Schlägl, Bezirk Rohrbach
Das Stift Schlägl erhielt unter Abt Martin III. Greysing (1626–1665) durch Baumeister Marx Spaz seine heutige Form.

#### Schloss Salaberg bei Stadt Haag
Im Bauvertrag vom 3. Februar 1637 des Georg Siegmund von Salburg mit dem Hofbaumeister Markus Martin Spatz wurden neue Trakte des Schlosses festgelegt.

#### Loretokapelle an der Pfarrkirche Schörfling am Attersee
1638 baute Markus Spaz eine Loretokapelle an die Pfarrkirche Schörfling am Attersee. Schörfling wurde ein Marienwallfahrtsort. Ein Großbrand im Jahr 1787 zerstörte die Kapelle.

### Wien, Innere Stadt

#### Schottenkirche auf der Freyung
Nach Bauschäden erfolgte ein Neubau der Schottenkirche. Die Baumeister Spaz und Antonio Carlone schlossen am 11. Juli 1638 einen Vertrag mit dem Schottenstift über umfangreiche bauliche Veränderungen ab. Beide scheinen als Bauführer auf und Meister Marco erhielt für seine Arbeit 1642 eine Zahlung. Sämtliche Steinmetzarbeiten wurden Peter Concorz, kaiserlicher Kammerbildhauer und Hofsteinmetz, übertragen.